# Khoan Thành, Trường Xuân
Khoan Thành (tiếng Trung: 宽城区, Hán Việt: Khoan Thành khu) là một thị hạt khu (quận nội thành) của địa cấp thị Trường Xuân, tỉnh Cát Lâm, Trung Quốc. Quận này có diện tích 344 km2, dân số 430.000 người, mã số bưu chính 130051. Quận này được chia ra 13 nhai đạo, 2 trấn, 1 hương. Khoan Thành nằm ở phía bắc của địa cấp thị Trường Xuân.